# منشم
المنشم أو البدأة
(بالإنجليزية: Primordium)‏ في علم الأجنة هو عضو أو نسيج في مراحل تطوره التي يتعارف عليها مبكرًا، يُطلق على خلايا المنشم الخلايا المنشمية أو البدائية، يتكون المنشم من مجموعة بسيطة من الخلايا قادرة على تحفيز نمو العضو المحتمل والأساس الأولي الذي يستطيع العضو أن ينمو منه، في النباتات المزهرة يؤدي المنشم الزهري إلى ظهور زهرة.

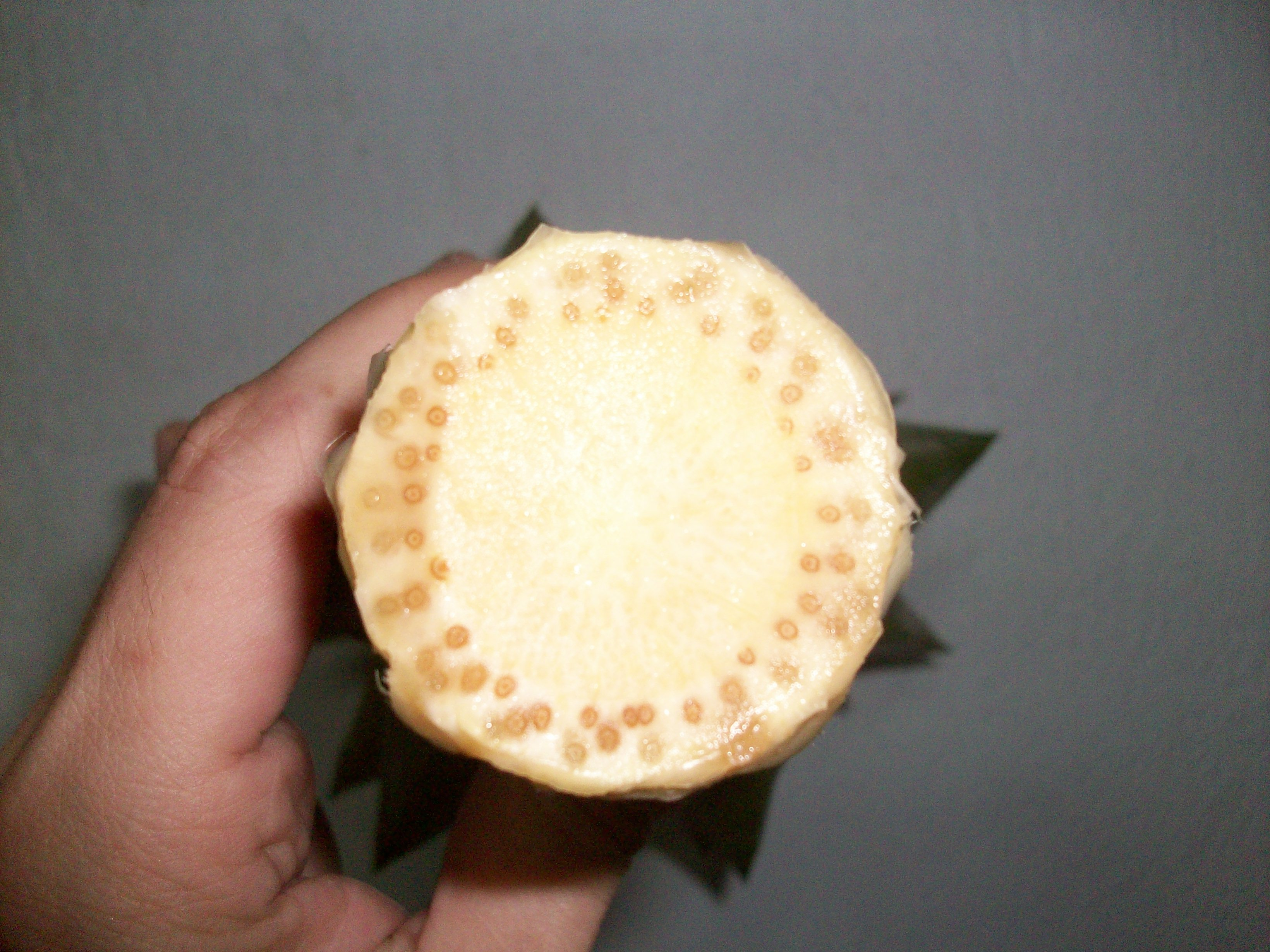
جذر المنشم (بقع بنية اللون) كما هو موضح في مؤخرة تاج الأناناس الطازج المخصص للتكاثر الخضري.

على الرغم من أنه مصطلح شائع الاستخدام في بيولوجيا النبات إلا أن الكلمة تُستخدم في وصف بيولوجيا جميع الكائنات الحية متعددة الخلايا (على سبيل المثال: منشم الأسنان في الحيوانات، ومنشم الورقة في النباتات أو منشم الثمرة البوغية في الفطريات. )

## تطور المنشم في النباتات
تنتج النباتات كلاً من الخلايا المنشمية للأوراق والأزهار عند شطء البارض القمي (SAM)، يُعتبر تطور المنشم في النباتات أمر بالغ الأهمية لتحديد المواقع المناسبة وتطوير الأعضاء والخلايا النباتية، يتم تنظيم عملية تطور المنشم بشكل معقد عن طريق مجموعة من الجينات التي تؤثر على تحديد المواقع والنمو والتمايز، تعمل جينات الستربتوميسين( SHOOT MERISTEMLESS ) و الفلقة كأسية الشكل (CUP-SHAPED COTYLEDON) على تحديد حدود المنشم المشكَّل حديثًا.
وقد يشترك هرمون أكسين النبات أيضًا في هذه العملية، يتم إطلاق المنشم الجديد من المشيمة حيث يكون تركيز الأكسين أعلى، لا يزال هناك الكثير لفهمه حول الجينات المشاركة في تطور المنشم.
يُعد مشيم الأوراق النباتية عبارة عن مجموعات من الخلايا التي سوف تتحول إلى أوراق جديدة، تتشكل هذه الأوراق الجديدة بالقرب من الجزء العلوي من الشطء وتشبه نمو العناقيد أو المخاريط المقلوبة، بينما يُعد منشم الزهرة هو البراعم الصغيرة التي نراها في نهاية السيقان والتي سوف تنمو منها الزهور، يبدأ مشيم الزهرة كالقرمشة أو التجويف ثم تتحول لاحقًا إلى انتفاخ، هذا الانتفاخ ناجم عن نمو أبطأ أو أقل تباين للخواص أو معتمد على الاتجاهات.